# Бунич Ігор Львович
Ігор Львович Бунич (рос. И́горь Льво́вич Бу́нич, 28 вересня 1937, Дніпропетровськ — 15 червня 2000, Санкт-Петербург) — російський письменник, публіцист, перекладач, дисидент. Відомий завдяки своїм творам у жанрах політичної публіцистики та фольк-хісторі.

## Біографія
Ігор Бунич народився у 1937 році в Дніпропетровську в сім'ї інженера-конструктора. Більшу частину дитинства та юності жив у Ленінграді. У 1956—1959 роках він навчався у Єйському училищі військово-морської авіації, після закінчення якого служив штурманом в авіації Північного флоту. За кілька років Бунич повернувся до Ленінграда, де вступив до Ленінградського кораблебудівного інституту. Після закінчення вишу Ігор Бунич з 1964 року працював у Центральному науково-дослідному інституті імені Крилова, а з 1974 року у Військово-морській академії, займаючись дослідженнями архівних матеріалів та складаючи аналітичні огляди для керівництва академії. Також під час роботи в академії Бунич займався перекладами та реферування іноземної літератури на морську тематику, окрім того, його хобі стала історія флоту. Звільнився з академії Бунич у 1984 році у званні підполковника.
Ще під час служби Ігор Бунич з середини 70-х років ХХ століття зайнявся поширенням у колі своїх знайомих власних перекладів з іноземної спеціалізованої літератури без вказівки свого імені або з використанням псевдоніму при зазначенні перекладача. Також він поширював і свої власні твори з військової історії, видаючи їх за перекладені твори іноземних авторів. З 1981 року Бунич став публікувати свої твори у ленінградському самвидавчому журналі «Годинник» під псевдонімом «В.Кольт». У 1982 році він отримав перше застереження від КДБ за розмноження і нелегальне поширення антирадянської літератури, а також «матеріалів, близьких до секретних». У 1984 році Бунич отримав друге застереження за поширення антирадянської літератури. У цьому ж році його звільнили зі служби офіційно за скороченням штатів, після чого Бунич не міг ніде влаштуватись на роботу, та був вимушений працювати вахтером і нічним сторожем у інституті радянської торгівлі. У 90-х роках ХХ століття, після лібералізації радянського режиму, Бунич працював помічником депутата Держдуми Юлія Рибакова, та розпочав уже легально видавати свої твори. З початку 90-х років ХХ століття Ігор Бунич розпочав уже легально видавати свої твори, які розходились великими тиражами Початково він писав твори переважно на теми недавньої історії Радянського Союзу, в останні роки життя Бунич писав переважно на теми морської історії.
Помер Ігор Бунич 15 червня 2000 року в Санкт-Петербурзі, похований на Нікольському цвинтарі Олександро-Невської лаври.

## Літературна творчість
Літературну творчість Ігор Бунич офіційно розпочав із публікації в серпні 1991 року в одній із обласних газет короткої повісті «Кейс Президента» про події серпня 1991 року. У цьому ж році вперше надрукований його роман «Золото партії», після виходу якого Бунич став відомим письменником. У романі описується захоплення влади в колишній Російській імперії більшовиками, подальше пограбування ними країни, а також доля золотовалютних резервів Радянського Союзу та ймовірне походження багатства новоявлених мільйонерів та мільярдерів із колишніх радянських республік. Наступним твором письменника став роман «Операція «Гроза»», в якому письменник, повністю підтримуючи та розвиваючи теорію Віктора Суворова про підготовку Сталіним превентивного удару по Третьому Рейху, описує перебіг подій перед початком Другої світової війни та перші роки після її початку. У цей же період Бунич публікує свої перші твори з історії флоту: «Корсари кайзера» про діяльність німецьких надводних кораблів у акваторії Індійського океану та півдня Атлантичного океану під час Першої світової війни, «Таллінський перехід» про трагедію під час евакуації основних сил Балтійського флоту з Талліна до Кронштадта в серпні 1941 року, та перша частина роману «У вогні воєн і переворотів» про долю Балтійського флоту Росії на початку ХХ століття аж до закінчення громадянської війни в Росії. У 1994 році вийшов друком ще один із найвідоміших творів письменника «Безмір» (рос. Беспредел), у якому критично описано життя пострадянських держав у перші роки після розпаду Радянського Союзу. У 1996 році вийшли перші два томи найбільшого твору Ігора Бунича «П'ятисотлітня війна в Росії», в якому письменник описує історію Росії та СРСР як безперервну війну влади зі своїм народом, у 1997 році вийшов третій том книги. До цього твору увійшли також і видані окремими книгами повісті та романи «Кейс президента», «Лом президента», «Меч президента», «Ікла президента», «Хроніка чеченської бійні та шість днів у Будьоннівську». В останні роки життя письменник більш активно писав твори на теми з морської історії, зокрема книги «Пірати фюрера» про діяльність надводних кораблів гітлерівської Німеччини під час Другої світової війни, «Другий Перл-Харбор» про одну з маловідомих морських битв Другої світової війни, «Порт-Артурська пастка» про події російсько-японської війни. Більшість творів письменника критики відносять до жанру фольк-хісторі, і, хоча значна частина російських істориків займає позицію спростування фактів, наведених у творах Бунича, але частина російських істориків непрямо підтверджує факти, наведені у творах Бунича. Ігор Бунич також відомий як перекладач книжок з військово-морської історії.

## Вибрана бібліографія
- Золото партии: Историческая хроника. (1992)
- Операция «Гроза», или Ошибка в третьем знаке. (1994)
- Беспредел (1994)
- Быль беспредела, или Синдром Николая II. (1994-95)
- Династический рок: Сборник (Две смерти императора Александра I. Синдром Николая II: повести (1995)
- В огне войн и переворотов (История Балтийских броненосцев) (1995)
- Князь Суворов (1995)
- В центре чертовщины: Сборник повестей (1995)
- Балтийская трагедия (1996)
- Д'Артаньян из НКВД: Сборник (1996)
- Пятисотлетняя война в России (1996—1997)
- Корсары кайзера (1998)
- Пираты Фюрера (1998)
- Порт-Артурская ловушка. Историческая хроника (1999)
- Черноморская Цусима. 1914—1921. (1999)
- Влекомые роком (1999)
- Мученик Цусимы (1999)
- Второй Перл-Харбор (1999)